# Armstrong Whitworth Ara
L'Armstrong Whitworth Ara était un avion de chasse monoplace britannique développé à la fin de la Première Guerre mondiale.
Le moteur ABC Dragonfly s’annonçant très prometteur, plusieurs monoplaces furent développés autour de ce groupe 9 cylindres refroidis par air de 320 ch. L’Armstrong Whitworth Ara se présentait comme un classique biplan à ailes égales en envergure mais de cordes inégales, armé de 2 mitrailleuses Vickers de capot de 7,7 mm. Trois prototypes furent commandés. Les retards de livraison du moteur entraînèrent l’abandon des chasseurs à moteur Dragonfly en octobre 1918, mais chaque constructeur ayant un prototype en chantier reçut un de ces moteurs en décembre aux fins d’essais en vol. Un prototype de l’Ara prit donc l’air avant la fin de l’année, mais l’ABC Dragonfly se révéla très capricieux. Achevé à son tour, le second prototype fut aussi testé en vol avant que Sir W.G. Armstrong Whitworth & Co Ltd ne supprime son département aéronautique fin 1919.